# Lis (ssaki)
Lis (Vulpes) – rodzaj ssaków drapieżnych z rodziny psowatych (Canidae).

## Rozmieszczenie geograficzne
Rodzaj obejmuje gatunki występujące w Eurazji, Afryce i Ameryce Północnej.

## Morfologia
Długość ciała 33,3–90 cm, długość ogona 12,5–44 cm; masa ciała samic 0,8–7 kg, samców 0,8–14 kg.

## Systematyka
Rodzaj zdefiniował w 1775 roku niemiecki entomolog Johann Leonhard Frisch w publikacji własnego autorstwa dotyczącej systematyki zwierząt czworonożnych. Frisch nie wymienił gatunku typowego; w 1979 roku Międzynarodowa Komisja Nomenklatury Zoologicznej na typ nomenklatoryczny (późniejsze oznaczenie) wyznaczyła lisa rudego (V. vulpes).

### Etymologia
- Vulpes (Vulpis): łac. vulpes, volpe lub vulpis ‘lis’[22]. Gatunek typowy: Skjöldebrand (1777) (oznaczenie monotypowe): Vulpes minimus Skjöldebrand, 1777 (= Canis zerda E.A.W. von Zimmermann, 1780); Bowdich (1821) i Fleming (1822): Canis vulpes Linnaeus, 1758.
- Fennecus: mauretańska nazwa fennec lub fennek dla lisa[23]. Gatunek typowy (oznaczenie monotypowe): Fennecus arabicus Desmarest, 1804 (= Canis zerda A.E.W. von Zimmermann, 1780).
- Megalotis: gr. μεγαλως megalōs ‘niezmiernie’, od μεγας megas, μεγαλη megalē ‘wielki’; -ωτις -ōtis ‘-uchy’, od ους ous, ωτος ōtos ‘ucho’[24]. Gatunek typowy (oznaczenie monotypowe): Canis cerdo J.F. Gmelin, 1788 (= Canis zerda A.E.W. von Zimmermann, 1780).
- Alopex: gr. αλωπηξ alōpēx, αλωπεκος alōpekos ‘lis’[25]. Gatunek typowy (oznaczenie monotypowe): Canis lagopus Linnaeus, 1758.
- Cynalopex: gr. κυναλωπηξ kunalōpēx „pies-lis”, od κυων kuōn, κυνος kunos „pies”; αλωπηξ alōpēx, αλωπεκος alōpekos „lis”[26]. Gatunek typowy: Smith wymienił kilka gatunków – Canis chrysurus J.E. Gray, 1837 (= Canis bengalensis G.K. Shaw, 1800), Canis kokree Sykes, 1831 (= Canis bengalensis G.K. Shaw, 1800), Canis corsac Linnaeus, 1768, Canis pallidus Cretzschmar, 1826, Cynalopex insectivorus C.H. Smith, 1839 (= Canis bengalensis G.K. Shaw, 1800) i Cynalopex turcicus C.H. Smith, 1839 (= Canis corsac Linnaeus, 1768) – z których gatunkiem typowym jest (późniejsze oznaczenie) Cynalopex insectivorus C.H. Smith, 1839 (= Canis bengalensis G. Shaw, 1800).
- Leucocyon: gr. λευκος leukos ‘biały’; κυων kuōn, κυνος kunos ‘pies’[27]. Gatunek typowy (oznaczenie monotypowe): Canis lagopus Linnaeus, 1758<.
- Mamvulpesus: modyfikacja zaproponowana przez meksykańskiego przyrodnika Alfonso Luisa Herrerę w 1899 roku, polegająca na dodaniu do nazwy rodzaju przedrostka „Mam” (od Mammalia)[28].
- Xenalopex: gr. ξενος xenos ‘obcy, dziwny’[29]; αλωπηξ alōpēx, αλωπεκος alōpekos ‘lis’[30]. Gatunek typowy (oryginalne oznaczenie): †Xenalopex remenyii M. Kretzoi, 1954.

### Podział systematyczny
Do rodzaju należą następujące współcześnie żyjące gatunki:
| Grafika | Gatunek            | Autor i rok opisu             | Nazwa zwyczajowa | Podgatunki         | Rozmieszczenie geograficzne | Podstawowe wymiary                         | Status IUCN |
| ------- | ------------------ | ----------------------------- | ---------------- | ------------------ | --- | ------------------------------------------ | ----------- |
|         | Vulpes zerda       | (A.E.W. von Zimmermann, 1780) | fenek pustynny   | gatunek monotypowy | rozpowszechniony na piaszczystych pustyniach i półpustyniach północnej Afryki (od Sahary Zachodniej i Maroka na wschód do Egiptu na północnym Synaju) | DC: 33–39 cm DO: 12,5–25 cm MC: 0,8–1,9 kg | LC          |
|         | Vulpes cana        | Blanford, 1877                | lis afgański     | gatunek monotypowy | suche górskie obszary Bliskiego Wschodu (wschodni Egipt, Izrael, Jordania, Arabia Saudyjska, Oman i Zjednoczone Emiraty Arabskie), rozłączone poulacje w Iranie, Afganistanie, Pakistanie, Turkmenistanie, Uzbekistanie i Tadżykistanie); zakres wysokości: poniżej 2000 m n.p.m. | DC: 38–80 cm DO: 26–35 cm MC: 0,8–1,6 kg   | LC          |
|         | Vulpes chama       | (A. Smith, 1833)              | lis przylądkowy  | gatunek monotypowy | południowa Afryka w południowo-zachodniej Angoli (na południe od około 15° N), Namibii, Botswanie i Południowej Afryce; być może południowo-zachodnim Eswatini i Lesotho | DC: 45–62 cm DO: 25–41 cm MC: 2–4,2 kg     | LC          |
|         | Vulpes bengalensis | (G.K. Shaw, 1800)             | lis bengalski    | gatunek monotypowy | subkontynent indyjski, od podnóża Himalajów w Nepalu do południowych Indii (z wyjątkiem Ghatów Zachodnich i Wschodnich), Bangladesz i Pakistan; zakres wysokości: 0–1500 m n.p.m.                                                                                                 | DC: 39–57 cm DO: 24–32 cm MC: 1,8–3,2 kg   | LC          |
|         | Vulpes pallida     | (Cretzschmar, 1826)           | lis blady        | 4 podgatunki       | głównie subsaharyjskie obszary pustynne i półpustynne od Mauretanii i Senegalu na wschód do Sudanu, Erytrei i Etiopii | DC: 38–55 cm DO: 23–29 cm MC: 2–3,6 kg     | LC          |
|         | Vulpes rueppellii  | (H.R. Schinz, 1825)           | lis piaskowy     | 6 podgatunków      | rozpowszechniony na obszarach pustynnych i półpustynnych w północnej Afryce (na południowy wschód do Somalii), na Bliskim Wschodzie (na północ do Syrii, na wschodzie do Iranu), w południowym Afganistanie i zachodnim Pakistanie                                                | DC: 34–56 cm DO: 22–38 cm MC: 1,1–2,3 kg   | LC          |
|         | Vulpes vulpes      | (Linnaeus, 1758)              | lis rudy         | 45 podgatunków     | półkula północna od koła podbiegunowego do południowej Ameryki Północnej, północnej Afryki i Eurazji (z wyjątkiem Islandii, wysp arktycznych i części Syberii); introdukowany w Australii i na Falklandach; zakres wysokości: 0–4500 m n.p.m.                                     | DC: 45–90 cm DO: 28–49 cm MC: 3–14 kg      | LC          |
|         | Vulpes corsac      | (Linnaeus, 1768)              | lis stepowy      | 4 podgatunki       | Eurazja od północnego Kaukazu i rzeki Wołgi na wschód przez południową Syberię do Zabajkala, na południe do północno-wschodniego Iranu, północnego Afganistanu i środkowej Chińskiej Republiki Ludowej                                                                            | DC: 45–49 cm DO: 19–30 cm MC: 1,6–3,2 kg   | LC          |
|         | Vulpes ferrilata   | B.H. Hodgson, 1842            | lis tybetański   | gatunek monotypowy | Wyżyna Tybetańska od Ladakhu (Indie) na wschód przez Chińską Republiką Ludową (do Gansu, Syczuanu i Junnanu), także Nepal (obszar Mustang); zakres wysokości: 2500–5200 m n.p.m.                                                                                                  | DC: 45–53 cm DO: 25–34 cm MC: 1,6–2,7 kg   | LC          |
|         | Vulpes macrotis    | C.H. Merriam, 1888            | lis długouchy    | gatunek monotypowy | zachodnie Stany Zjednoczone (na południe od południowego Oregonu i południowo-zachodniego Idaho, na wschód do zachodniego Teksasu), Meksyk (Półwysep Kalifornijski, na południe do północnego Zacatecas); zakres wysokości: 400–1900 m n.p.m.                                     | DC: 51–65 cm DO: 22–29 cm MC: 3–4,6 kg     | LC          |
|         | Vulpes velox       | (Say, 1823)                   | lis płowy        | gatunek monotypowy | Wielkie Równiny w południowej Kanadzie (Alberta i Saskatchewan) i Stanach Zjednoczonych (na południe do Nowego Meksyku i północno-zachodniego Teksasu) | DC: 47–54 cm DO: 25–34 cm MC: 1,6–2,5 kg   | LC          |
|         | Vulpes lagopus     | (Linnaeus, 1758)              | lis polarny      | 4 podgatunki       | okołobiegunowy we wszystkich siedliskach tundry arktycznej, w tym na większości wysp arktycznych i wielu wyspach Morza Beringa; zakres wysokości: 0–3000 m n.p.m. | DC: 55–75 cm DO: 25–42 cm MC: 3,1–4,2 kg   | LC          |

Kategorie IUCN:  LC  – gatunek najmniejszej troski.
Opisano również gatunki wymarłe:
- Vulpes alopecoides (Forsyth Major, 1877)[34] (Europa; pliocen–plejstocen).
- Vulpes beihaiensis Qiu Zhanxiang & Tedford, 1990[35] (Azja; pliocen).
- Vulpes galatica Ginsburg, 1998[36] (Azja; pliocen).
- Vulpes hassani Geraads, 2011[37] (Afryka; pliocen).
- Vulpes kernensis Tedford, Wang Xiaoming & B.E. Taylor, 2009[38] (Ameryka Północna; hemphillian).
- Vulpes khomenkoi (Bogachev, 1938)[39] (Azja; pliocen).
- Vulpes mathisoni Geraads, Drapeau, Bobe & Fleagle, 2015[40] (Afryka; pliocen).
- Vulpes palmaria Hay, 1917[41] (Ameryka Północna; plejstocen).
- Vulpes pattisoni Broom, 1948[42] (Afryka; plejstocen).
- Vulpes praecorsac Kormos, 1932[43] (Europa; pliocen).
- Vulpes praeglacialis (Kormos, 1932)[44] (Europa; plejstocen).
- Vulpes pulchra Broom, 1939[45] (Afryka; plejstocen).
- Vulpes qiuzhudingi Wang Xiaoming, Tseng, Li Qiang, G.T. Takeuchi & Xie Guangpu, 2014[46] (Azja; pliocen).
- Vulpes remenyii (Kretzoi, 1954)[15] (Europa; plejstocen).
- Vulpes riffautae de Bonis, Peigné, Likius, Mackaye, Vignaud & Brunet, 2007[47] (Afryka; miocen).
- Vulpes rooki Bartolini Lucenti, 2021[48] (Azja; pliocen).
- Vulpes skinneri Hartstone-Rose, Kuhn, Nalla, Werdelin & Berger, 2013[49] (Afryka; plejstocen).
- Vulpes stenognatha Savage, 1941[50] (Ameryka Północna; pliocen).